# What It Takes
What It Takes är en låt av Aerosmith skriven av Steven Tyler, Joe Perry och Desmond Child. Låten släpptes 1990 som den tredje singel från albumet Pump (utgivet 1989) och nådde plats nummer 9 på Billboard Hot 100. Det finns två musikvideor till låten. På den ena uppträdder bandet på en bar och på den andra med scener från dokumentären The Making of Pump. Låten visar fraser från andra låtar, till exempel F.I.N.E. och Love in an Elevator. Det är inte den enda sång som har fraser till andra av bandets låtar, både Eat the Rich och Jush Push Play hävisar till Walk This Way.